# Medvedeve (Crimée)
 (octobre 2022).
Medvedeve (avant 1948 : Tabouldy-Ass); (ukrainien : Медведеве, russe : Медве́дево, Medvedevo, tatar de Crimée : Tabuldı As, Табулды Ас), est un village de république autonome de Crimée, en Ukraine, occupée par la Russie depuis 2014 situé dans le raïon de Tchornomorske. Ce village est le siège administratif du conseil rural du même nom. Il comptait 1 707 habitants en 2014.

## Population
Selon le recensement de 2001: 71,1 % des habitants avaient le russe comme langue maternelle, 15,03 %, le tatar de Crimée, 11,93 % l'ukrainien et 0,44 % autre.

### Dynamique de la population
- 1806 — 93 hab.
- 1864 — 51 hab.
- 1889 — 95 hab.
- 1892 — 39 hab.
- 1900 — 131 hab.
- 1915 — 14 hab. enregistrés, 24 hab. temporaires.
- 1926 — 66 hab.
- 1939 — 83 hab.
- 1974 — 2 503 hab.[3]
- 1989 — 2 025 hab.
- 2001 — 2 060 hab.[4]
- 2009 — 2 048 hab.[5]
- 2014 — 1 707 hab.[6]

## Situation actuelle
Le village de Medvedeve compte en 2016 quatorze rues et cinq voies secondaires. Il occupe une surface de 177 hectares pour 812 foyers de 2 048 habitants en 2009. Le village dispose d'une école primaire et de premier cycle du secondaire, d'un jardin d'enfants «Teremok», d'une école de musique, d'une bibliothèque n° 5, d'une petite mosquée du nom de «Tabyldy-As djamissi», d'un point postal, d'un ambulatoire de médecine familiale, d'une pharmacie, d'une église orthodoxe dédiée à saint Cyrille de Tourov. Le village est relié par autocars à Tchornomorske, Eupatoria, Simféropol et les villages voisins.

## Géographie
Medvedeve se trouve au sud-est du raïon de Tchornomorske dans une région steppique. Son point le plus élevé est à 33 mètres au-dessus du niveau de la mer. Le village le plus proche est celui de Znamianske à 7,5 kilomètres à l'Ouest. Le chef-lieu de raïon, Tchornomorske, est à environ 29 kilomètres par la route; la gare de chemin de fer la plus proche est celle d'Eupatoria à environ 56 kilomètres. Medvedeve est relié par la route régionale 35-N-602 à Daleke, à Znamianske et plus loin à Eupatoria.

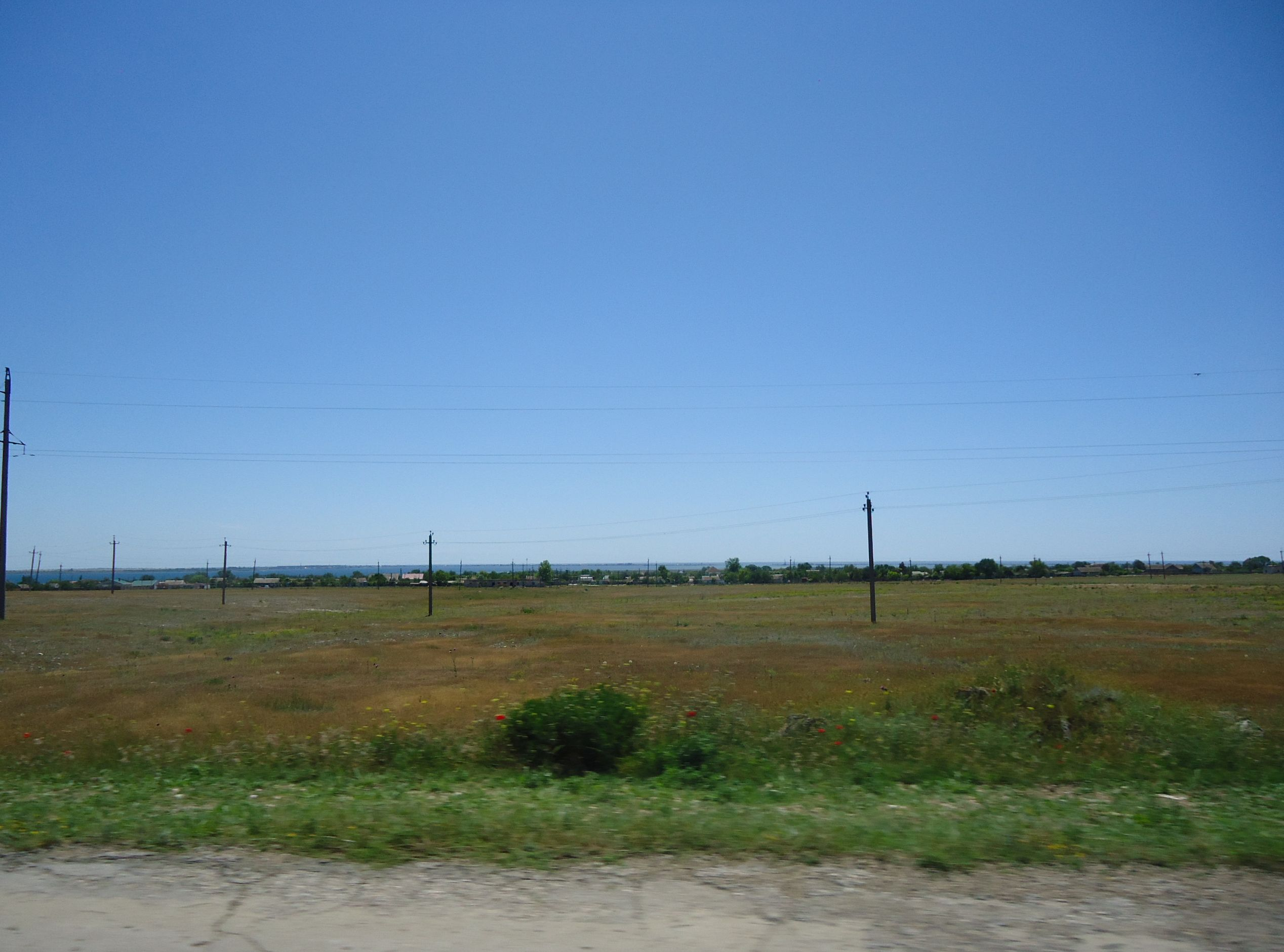
Abords du village dans la steppe.
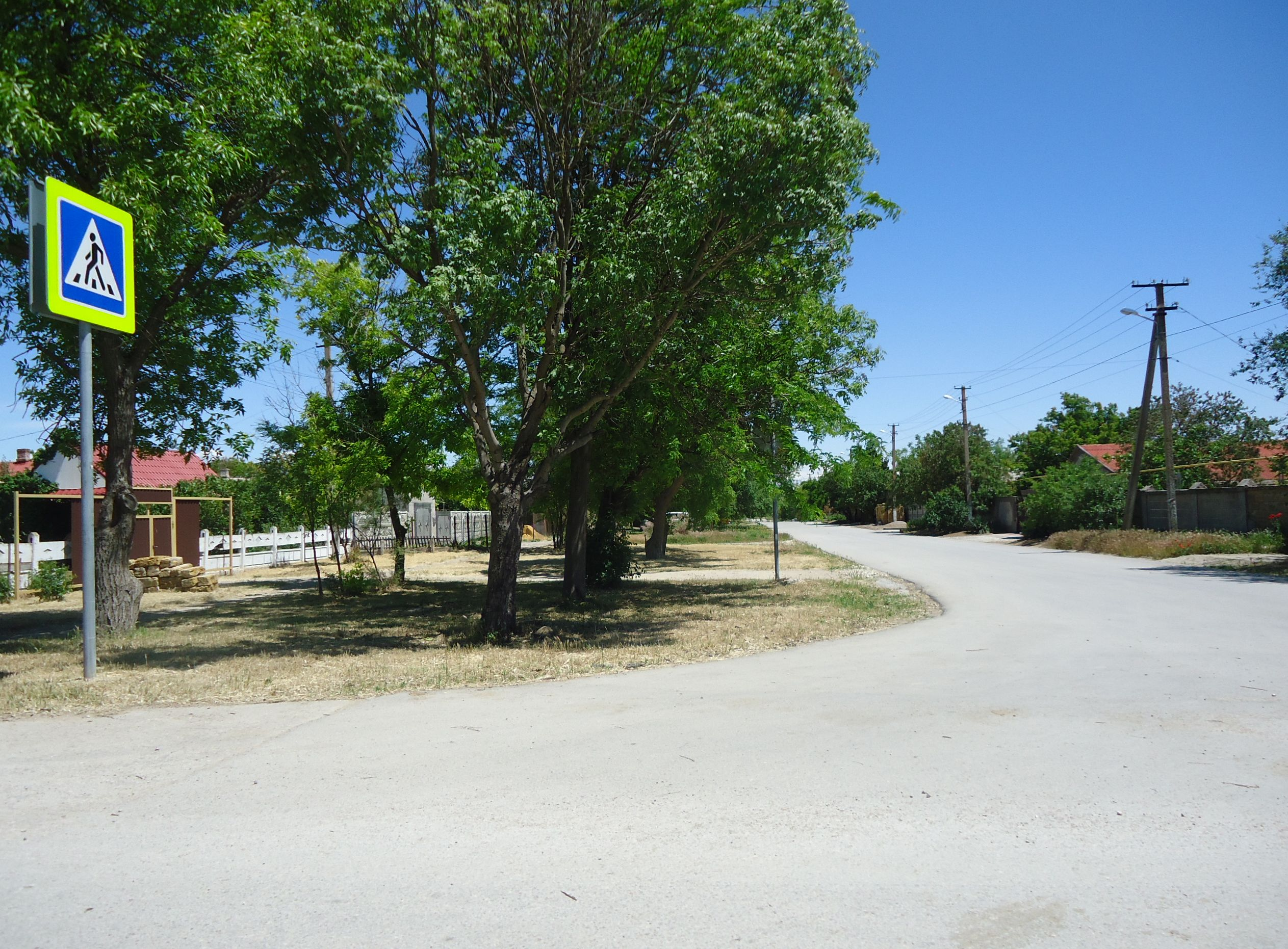
Vue du village.
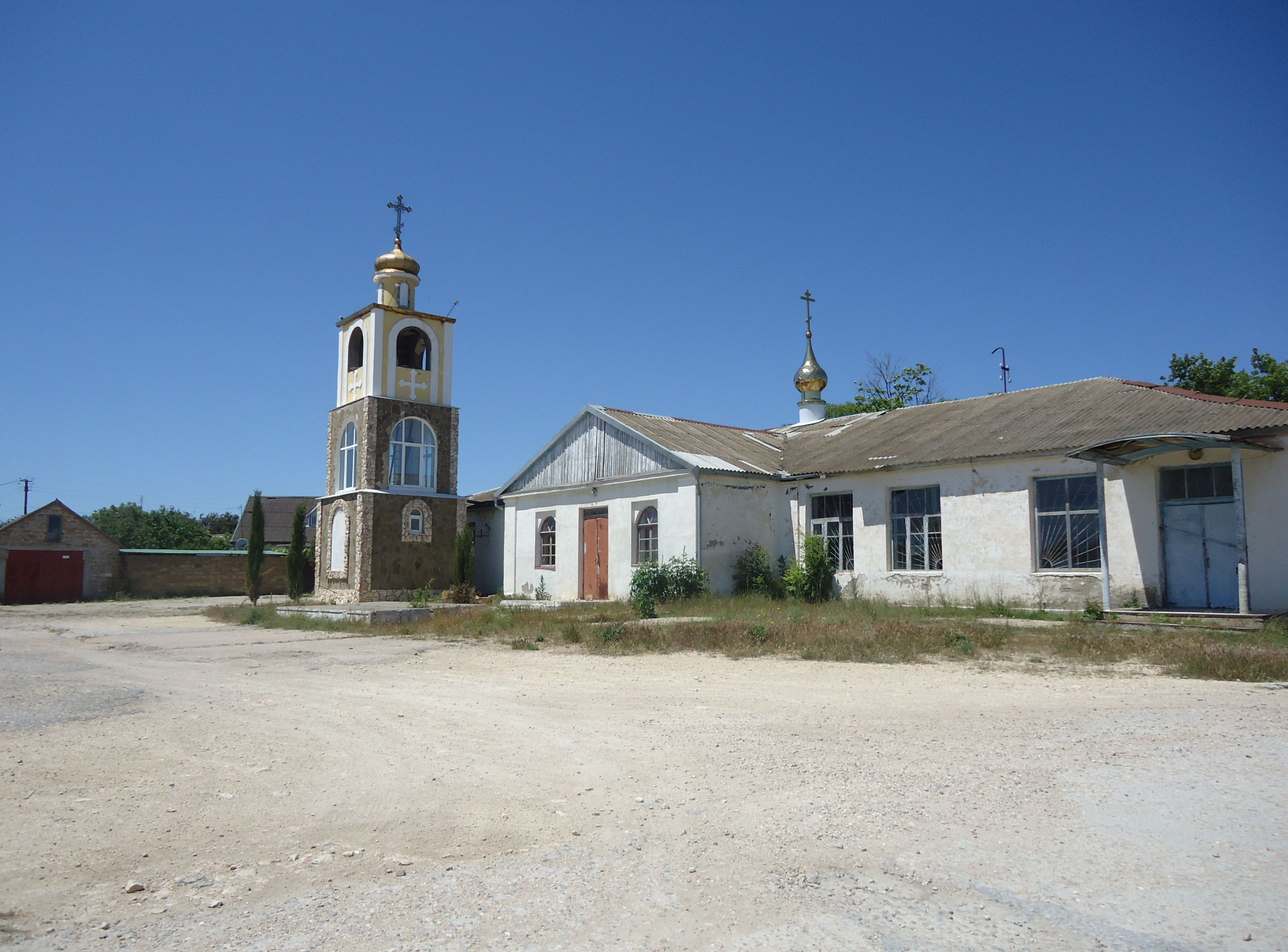
L'église aménagée dans des anciens locaux administratifs.